# Trois vallées varésines 2018
Les Trois vallées varésines 2018 sont la 98e édition de cette course cycliste masculine sur route. Elle a lieu le 9 octobre 2018, sur une distance de 197,07 kilomètres entre Saronno et Varèse en Italie, et fait partie du calendrier UCI Europe Tour 2018 en catégorie 1.HC. C'est également l'une des manches de la Coupe d'Italie.

## Présentation
Organisées par la Società Ciclistica Alfredo Binda, les Trois vallées varésines connaissent en 2018 leur 98e édition. Elles font partie du calendrier de l'UCI Europe Tour en catégorie 1.HC depuis la création de celui-ci en 2006. C'est également la dix-septième manche de la Coupe d'Italie et la troisième et dernière course du Trittico Lombardo, après la Coppa Agostoni et la Coppa Bernocchi, disputées les 15 et 16 septembre,.

### Parcours
Pour la troisième année consécutive, la course démarre de Saronno. La première partie de la course relie cette ville à Varèse en 78 km, en contournant le lac de Varèse et en passant par le parc régional Campo dei Fiori (it). Les cinquante premiers kilomètres sont relativement plats et suivis de deux côtes, à Orino et à la Motta Rossa. Après un premier passage sur la ligne d'arrivée, les coureurs effectuent six tours d'un circuit de 12,8 km puis deux tours d'un circuit de 21,3 km. Ces deux circuits parcourent l'ouest et le nord de Varère, entre la ville et le lac. 
Le dénouement de la course est attendu durant la dernière heure de course, dans le deuxième circuit. Celui-ci comprend deux côtes séparées de dix kilomètres : le Montello présente des pentes de plus de 10% sur plusieurs hectomètres et la montée de Morosolo (it), plus d'un kilomètre à 10%. L'arrivée est jugée via Sacco à Varèse après 197,07 km de course,.

### Équipes
Classées en catégorie 1.HC de l'UCI Europe Tour, les Trois vallées varésines sont par conséquent ouvertes aux WorldTeams dans la limite de 70 % des équipes participantes, aux équipes continentales professionnelles, aux équipes continentales italiennes, aux équipes continentales étrangères dans la limite de deux et à une équipe nationale italienne.
Vingt-cinq équipes sont au départ de la course : treize équipes UCI WorldTeam, huit équipes continentales professionnelles et quatre équipes continentales.
| WorldTeams (13)- Lotto NL-Jumbo - EF Education First-Drapac p/b Cannondale - UAE Team Emirates - AG2R La Mondiale - Movistar Team - Astana - Bora-Hansgrohe - Trek-Segafredo - Dimension Data - Bahrain-Merida - Team Sunweb - Groupama-FDJ - Mitchelton-Scott Équipes continentales professionnelles (8)- Cofidis, Solutions Crédits - Bardiani CSF - Androni Giocattoli-Sidermec - Wilier Triestina-Selle Italia - Nippo-Vini Fantini-Europa Ovini - Gazprom-RusVelo - Israel Cycling Academy - Caja Rural-Seguros RGA Équipes continentales (4)- Trevigiani Phonix-Hemus 1896 - Sangemini-MG.Kvis - D'Amico-Utensilnord - Amore & Vita-Prodir |
| |

## Classement final
| Classement | Classement         | Classement  | Classement                | Classement         |
|            | Coureur            | Pays        | Équipe                    | Temps              |
| ---------- | ------------------ | ----------- | ------------------------- | ------------------ |
| 1er        | Toms Skujins       | Lettonie    | Trek-Segafredo            | en 4 h 55 min 41 s |
| 2e         | Thibaut Pinot      | France      | Groupama-FDJ              | m.t.               |
| 3e         | Peter Kennaugh     | Royaume-Uni | Bora-Hansgrohe            | m.t.               |
| 4e         | Michael Woods      | Canada      | EF Education First-Drapac | m.t.               |
| 5e         | Mathias Frank      | Suisse      | AG2R La Mondiale          | m.t.               |
| 6e         | Wilco Kelderman    | Pays-Bas    | Sunweb                    | m.t.               |
| 7e         | Rigoberto Uran     | Colombie    | EF Education First-Drapac | + 4 s              |
| 8e         | Julien Simon       | France      | Cofidis                   | + 13 s             |
| 9e         | Giovanni Visconti  | Italie      | Bahrain-Merida            | + 13 s             |
| 10e        | Gianluca Brambilla | Italie      | Trek-Segafredo            | + 13 s             |
| modifier   |                    |             |                           |                    |

## Classements UCI
La course attribue aux coureurs le même nombre de points pour l'UCI Europe Tour 2018 et le Classement mondial UCI.
| Position           | 1er | 2e  | 3e  | 4e  | 5e | 6e | 7e | 8e | 9e | 10e | 11e | 12e | 13e | 14e | 15e | 16e à 30e | 31e à 40e |
| Classement général | 200 | 150 | 125 | 100 | 85 | 70 | 60 | 50 | 40 | 35  | 30  | 25  | 20  | 15  | 10  | 5         | 3         |

| 1  | Toms Skujiņš       | Trek-Segafredo            | 200 |
| 2  | Thibaut Pinot      | Groupama-FDJ              | 150 |
| 3  | Peter Kennaugh     | Bora-Hansgrohe            | 125 |
| 4  | Michael Woods      | EF Education First-Drapac | 100 |
| 5  | Mathias Frank      | Ag2r La Mondiale          | 85  |
| 6  | Wilco Kelderman    | Sunweb                    | 70  |
| 7  | Rigoberto Urán     | EF Education First-Drapac | 60  |
| 8  | Julien Simon       | Cofidis                   | 50  |
| 9  | Giovanni Visconti  | Bahrain-Merida            | 40  |
| 10 | Gianluca Brambilla | Trek-Segafredo            | 35  |